# Postgraben (Gunzenhausen)
Der Postgraben ist über den Auengraben Luisengraben ein linker Zufluss der Altmühl bei Gunzenhausen im mittelfränkischen Landkreis Weißenburg-Gunzenhausen.

## Verlauf
Der Postgraben entspringt auf einer Höhe von 423 m ü. NHN südlich des Ortes Weinberg, westlich von Lohmühle und südöstlich des Gunzenhäuser Stadtzentrums. Der Bach fließt beständig in südwestliche Richtung und durchquert dabei eine weite Offenlandschaft im Tal der Altmühl. Das Gewässer speist einen kleinen Weiher. Er unterquert die Bundesstraße 13 und mündet nach einem Lauf von rund 900 Metern auf einer Höhe von 412 m ü. NHN nordöstlich von Aha von links in den Altmühl-Auengraben Luisengraben.